# Водяницький Володимир Олексійович
Володимир Олексійович Водяницький (нар. 24 грудня 1892 (5 січня 1893), Костянтиноград — 30 листопада 1971, Севастополь) — біолог, доктор біологічних наук, професор, член-кореспондент АН УРСР, заслужений діяч науки УРСР.

## Біографія
Народився 24 грудня 1892 року (5 січня 1893 року за новим стилем) в місті Костянтинограді (тепер місто Красноград Харківської області). У 1916 році закінчив Харківський університет. З 1921 року працював у Новоросійську, де разом з В. Арнольді організував Новоросійську біологічну станцію; до 1931 року — її керівник. У 1931—1938 роках — заступник директора, у 1938—1963 роках — директор Севастопольської біологічної станції; у 1963—1968 роках — директор Інституту біології південних морів Академії наук УРСР. Член КПРС з 1958 року.
Керівник Севастопольського відділення товариства «Знання», голова Кримського відділення Всесоюзного гідробіологічного товариства, заступник редактора «Гідробіологічного журналу». З 1934 року — доктор біологічних наук, з 1941 року — професор, з 23 січня 1957 року — член-кореспондент Академії наук УРСР, з 1968 року — заслужений діяч науки УРСР.

Могила Володимира Водяницького

Помер 30 листопада 1971 року. Похований на кладовищі Комунарів у Севастополі.

## Наукова діяльність
Працював над питаннями гідробіології Чорного моря: обґрунтував твердження про високу біологічну продуктивність акваторії моря, вивчав чорноморський іхтіопланктон, розробив нову структуру гідробіологічної будови Чорного моря, провів порівняльні дослідження біологічних процесів у різних частинах Середземноморського басейну. Керував біологічними експедиціями по Чорному, Середземному та Червоному морях, брав участь в експедиціях з відвіданням наукових установ Греції, Єгипту, Ємену, Італії, Туреччини, Франції.
Наукові праці присвячені проблемам гідробіології, іхтіології та океанографії:
- «Біологічний баланс Чорного моря» (1933);
- «Природно-історичне і промислове районування Чорного моря біля берегів» (1936);
- «До екології та історії риб Чорного моря» (1940);
- «До питання про біологічну продуктивність Чорного моря» (1941);
- «Про природно-історичне районування Чорного моря, зокрема біля берегів Криму» (1949);
- «Чи припустиме скидання відходів атомних виробництв у Чорне море?» (1958);
- «Біологічні дослідження в південних морях» (1968) та інші.

Залишив спогади — «Записки натураліста» (опубліковані в 1975 році).

## Нагороди
Нагороджений орденами Леніна і Трудового Червоного Прапора, медаллю.

## Пам'ять

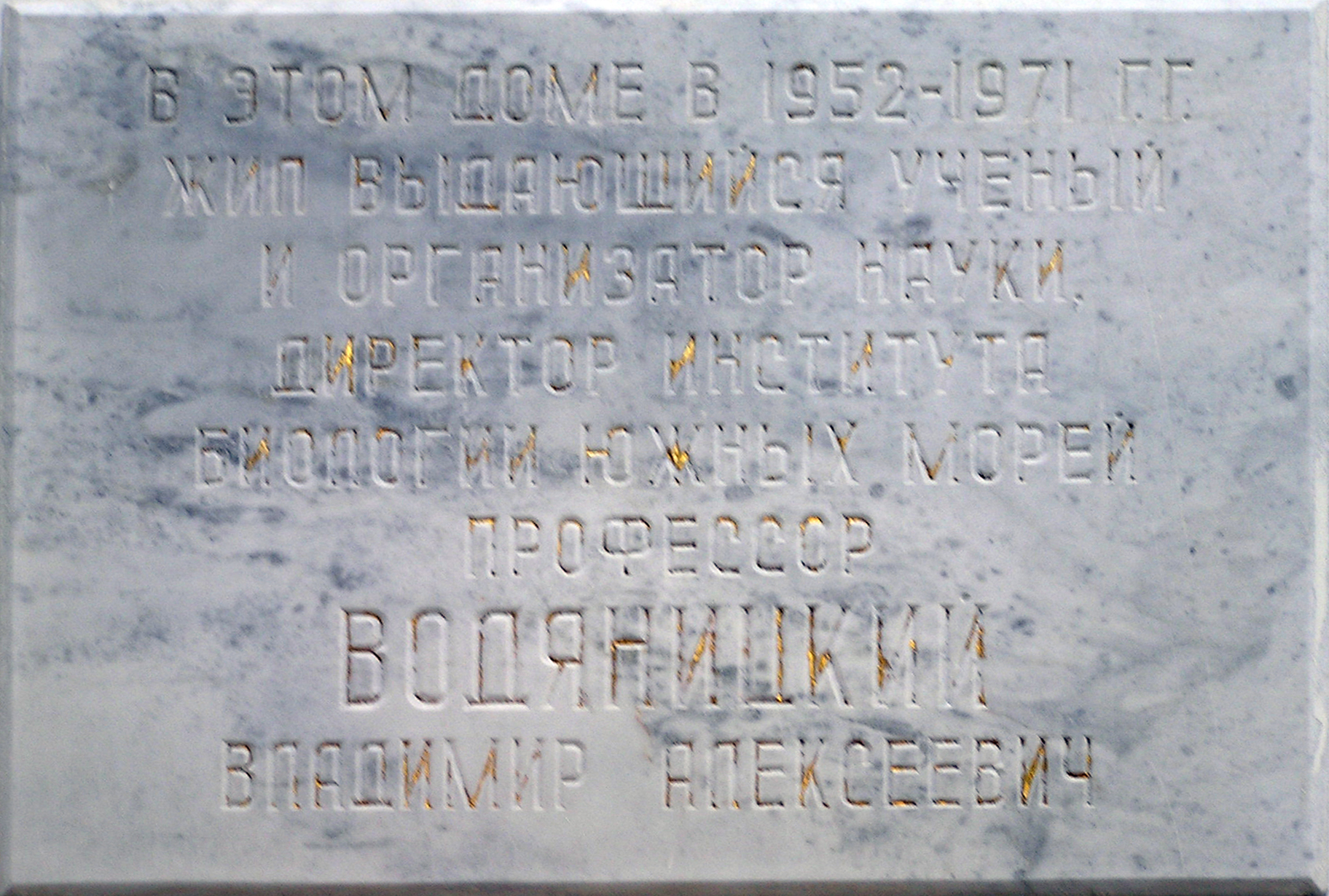
меморіальна дошка

В 1994 році на проспекті Нахімова, 3, на будинку де з 1952 по 1971 рік жив науковець, встановлено меморіальну дошку (скульптор С. О. Чиж, рубщик І. І. Степанов).